# Cymosafia laba
Cymosafia laba là một loài bướm đêm trong họ Noctuidae.